# Sony Expo
Sony Expo（索尼魅力赏，曾用名索尼博樂匯）是索尼（中国）有限公司整合索尼集團在華關係企業資源並於中国大陆所舉行的品牌活动。

## 2006
「索尼博樂匯 2006」於10月30日~11月5日在朝阳公园正式展開，由新力公司董事長兼CEO霍華德·斯金格爵士揭開序幕，此次為慶祝Sony集團成立六十周年與索尼（中國）成立十周年的大型慶祝活動，以「创·享·娱乐未来」為主題，推廣Full HD高清晰世界。
2006年后，索尼博樂匯未再举办。直到2013年11月，索尼（中国）以「Sony Expo 2013——索尼魅力赏」之名重启该项活动，并定期举行。

## 2023
因新冠疫情停办后，活动于2023年5月24日至28日重启。

“Sony Expo 2023" 以“奇境漫游”为主题在黄浦区举行，面向上海标志性的外滩。